# Stéphane Ruffier
Stéphane Ruffier (Baiona, el 27 de setembre de 1986) és un futbolista basc, internacional amb França, que juga com a porter de l'AS Saint-Étienne.
El 13 de maig de 2014, l'entrenador de la selecció francesa Didier Deschamps el va incloure a la llista final de 23 jugadors que representarien França a la Copa del Món de Futbol de 2014.